# Ardoreosomus
Ardoreosomus is een geslacht van uitgestorven straalvinnige vissen. Het werd beschreven vanuit de Induaanse oude Candelaria-formatie van Nevada, die zich tijdens de vroege Trias-periode in de buurt van de evenaar bevond. Het bevat slechts de ene soort Ardoreosomus occidentalis.
Ardoreosomus is een ptycholepiform, die sterk lijkt op Boreosomus en Ptycholepis; Ardoreosomus onderscheidt zich echter van andere ptycholepiformen door onder andere een sterker gebogen hyomandibula en het ontbreken van een operculair uitsteeksel.